# ゼロイチ (テレビ番組)
『ゼロイチ』は、2021年4月3日から2023年9月30日まで日本テレビで毎週土曜日の10時30分から13時25分に生放送していた情報バラエティ番組である。同年3月27日（土曜日）の10時30分から11時25分にパイロット版が放送された。

## 概要
第1部は1972年4月から49年間放送された『土曜ロータリー』、第2部は1996年4月から25年間放送された『メレンゲの気持ち』の後継番組としてスタート。話題のエンタメ流行語をランキング形式で発表したり、ゲストがやりたいことを盛り込んだ旅企画など、「今」を取り上げる。
なお、土曜昼の『NNNストレイトニュース』は本番組開始にあたり制作局の日本テレビでは第1部の11時25分 - 11時35分に内包（番組構成からは独立しているためフロート番組扱いになる。また、本番組のスタジオとの掛け合いなども無い）。なお、日本テレビで編成されている『天才!!カンパニー』は同じく第2部終了後の13時25分 - 13時30分に繰り下げ・短縮となった。
スタジオセットは平日版の『スッキリ』（2023年3月まで）→『DayDay.』と共用で、本番組専用のセットを前に置いて視野的な区別化を実施。また、スタジオを共用していることや芸能色が強いことから『DayDay.』、旅企画や密着企画などがあることから『ヒルナンデス!』の週末版的要素も兼ねる。2022年4月から、テーマ曲が、あたらよ『青を掬う』に変更。
原則生放送であるが、編成の都合で短縮される場合や制作上の都合により全編事前収録で放送される事もある（その場合であっても『ストレイトニュース』は番組の構成からは独立している事やニュース番組という性質上、生放送となる）。
2023年9月30日の放送をもって終了し、同年10月から本番組の後継番組として第1部の時間帯は『ニッポン人の頭の中』（10:30 - 11:25、21日スタート）、第2部の時間帯は『メシドラ〜兼近&真之介のグルメドライブ〜』（11:55 - 13:30、7日スタート）を各々放送する。

## 出演者
特記がない者は番組開始時から出演。

### 現在の出演者
MC
- 指原莉乃[2]

2021年9月18日にはAKB48の大先輩の前田敦子（1期生）と共演。
2022年9月17日には後輩で指原が2013年にセンターを務めた楽曲『恋するフォーチュンクッキー』の新センター小栗有以と共演。
レギュラー
- 松丸亮吾[2]
- フワちゃん[1][注 9]

進行
日本テレビアナウンサーが担当
- 石川みなみ[2]

【代役】
- 2021年4月17日は進行の石川が体調不良のため、辻岡が単独で担当。
- 2021年9月11日はレギュラーの松丸が新型コロナウイルス感染のため、事実上の代役（ゼロイチゲームを担当）として、その日ゲストだったチョコレートプラネットが担当。さらに、期間限定レギュラーゼロイチ推しの白洲が撮影のため、不在。
- 2021年11月27日は進行の辻岡が別の仕事のため、山本紘之（日本テレビアナウンサー）が担当。
- 2022年1月22日・29日はレギュラーの松丸が2度目の新型コロナウイルス感染のため、事実上の代役（ゼロイチゲームを担当）として、22日はレギュラーゲストのフワちゃんが、29日はその日ゲストだったジャングルポケットが担当。なお、その翌週（2月5日）から復帰したものの、感染予防で別スタジオからリモートで出演。
- 2022年1月29日 - 2月26日は進行の辻岡が北京オリンピックの現地取材で現地入りしているため、1月29日 - 2月19日は安村直樹が、2月26日は川畑一志が担当（いずれも日本テレビアナウンサー）。なお、2月5日の『ゼロイチ情報』の一部のMCとしてVTR出演はし、翌週の12日は『北京五輪のゼロイチ情報』というコーナーで実際北京にいる辻岡が生中継リポーターとして出演し、またその翌週の19日は『お悩み解決ホームセンター』でVTR出演、『北京五輪のゼロイチ情報』で生中継リポーターとして荒川静香と出演した。
- 2022年2月19日・26日はレギュラーの松丸が体調不良のため（後に3度目の新型コロナウイルス感染発表）、事実上の代役（ゼロイチゲームを担当）としてその日ゲストだったジャングルポケットが担当。なお、その翌週（3月5日）から復帰したものの、感染予防で別スタジオからリモートで出演。
- 2022年9月24日はMCの指原が体調不良のため、松丸がMCで担当。
- 2022年10月29日は進行の石川が別の仕事のため、辻岡が単独で担当。

### 過去の出演者
進行
- 辻岡義堂[1][注 10]「爆食チートデイ」の実況も担当。（2021年4月3日 - 2023年3月25日）

期間限定レギュラーゼロイチ推し
- 渡邊圭祐[5][6]（2021年4月3日 - 6月26日）
- 曽田陵介（2021年7月3日 - 8月28日）
- 白洲迅（2021年9月4日 - 10月30日）
- 藤原大祐（2022年2月5日 - 3月26日）

マンスリーゲスト
- ウエンツ瑛士（2021年11月6日 - 27日）

週替わりゼロイチ推し（2022年1月）
- ゆめちゃん（2022年1月15日）
- 正門良規（Aぇ!group、2022年1月22日）
- 河合郁人（A.B.C-Z、2022年1月29日）

コーナーレギュラー（「ゼロイチ生チャレンジ」）
- そらジロー（『news every.』お天気コーナーマスコットキャラクター、2021年4月 - 10月）
- ねこ団長[7]（『Oha!4 NEWS LIVE』お天気コーナーマスコットキャラクター、2021年4月 - 10月）

## 主なコーナー
- ゼロイチ経験旅
- 上げ続けランキング
- 豪邸家主調査
- 爆買いさんはどんな人?
- 現実逃避旅
- プレゼン指名手配
- 爆買いチートデイ
- 倍速リエイター
- 昭和&平成オークション
- 物欲クイズ
- 個人的注目アカウント
- 行きたいとこリスト
- 細かすぎる週間占い

## 過去のコーナー
- 「週間ゼロイチワード」…パイロット版、初回から2021年7月3日まで毎週放送。注目のエンタメ情報を辻岡と石川が交代で15位からランキング方式で伝える。初回から2021年5月15日までは「今週のエンタメ流行語TOP5」というタイトルだった。
- 「今知るべき今週の流行語」…パイロット版、そして初回から2021年7月3日まで毎週放送。これから注目されるであろう人やワードを紹介する。パイロット版、初回から2021年6月5日までは「きっと流行語」として放送。
- 「なぜ?今検索されている人」…パイロット版、そして初回から2021年4月24日まで毎週放送。インターネット上などでひそかに話題になり、検索されているモノや人などを紹介する。
- 「ゼロイチ生チャレンジ」…初回から2021年10月2日まで、毎週11時35分 - 11時45分に放送。日テレお天気キャラクターである、そらジローとねこ団長が毎週異なる対決を行っていた。このコーナー中は日本テレビのみの放送であり、6月19日までは後述する「ゼロイチお天気」と兼ねていた。回によっては、そらジロー、ねこ団長の他のキャラクターも参戦し、三つ巴の対決となることもあった。
- 「ゼロイチお天気」…初回から2021年6月19日まで毎週放送。辻岡が最新のお天気情報を伝える。「ゼロイチ生チャレンジ」と兼ねて放送されていた。後述する理由でこのコーナーは廃止となった。
- 「爆買いさんはどんな人?」…2021年5月1日から11月6日まで週替わりで放送。お金持ちで爆買いする人に密着する。2021年7月10日は「爆買い美女はどんなお店で何を買う?」というタイトルで、2021年7月24日・8月14日は「バリキャリさんはどんな人?」というタイトルで放送された。なお、2021年8月14日は「爆買いさんはどんな人?」というタイトルでも放送された。なお、2022年10月からは、第1部の企画として再開された。
- 「噂の一般男性ってどんな人?」…2021年8月28日から11月6日まで週替わりで放送。噂になっている一般男性とはどんな人なのか調査する。
- 「美食家コンビニ品評会」…2021年7月24日から9月18日まで週替わりで放送。美食家がコンビニエンスストアの商品を品評する。
- 「THE FIRST」…初回から2021年6月26日まで放送。自腹1億円で開催される、世界を目指す大型オーディション。
- 「美眉アップデート」…2021年4月24日から5月22日まで週替わりで放送。100人の眉を変身させたプロが街中の「残念眉」を美眉に変身させる。
- 「美容ショートカット」…2021年6月19日から7月3日まで週替わりで放送。芸能人もウケる話題の美容法を調査する。
- 「グルメマトリックス」…2021年6月26日から7月10日まで週替わりで放送。話題のスイーツから今食べるべき何種類かをマトリックス表にする。
- 「松丸亮吾の100日謎」…2021年6月19日から8月14日まで毎週放送。松丸が5月から始めた「100日謎」のプロジェクトから5問を厳選して紹介し、スタジオで解く。
- 「爆買い家族　ネルソン一家」…2021年11月20日から週替わりで放送。爆買いするネルソン一家の模様を紹介。
- 「1時間だけ高級ホテル」…2021年8月21日から9月4日まで週替わりで放送。
- 「プレゼント偏差値」…2021年7月17日から11月27日まで週替わりで放送。
- 「ゼロイチ知恵袋」…2021年10月9日から12月4日まで不定期で放送。
- 「不用品まるごと査定」
- 「業務スーパーの達人家族 土方さん」
- 「お悩み解決ホームセンター」
- 「○○インスタグラマー」
- 「長友のシェフ 味&栄養パーフェクトレシピ」
- 「木村昴のコストコ使い切りクッキング」
- 「フワちゃんプロデュースアート」
- 「松丸亮吾も解けない?ナゾの現場」
- 「プレゼント試着室」
- 「のぞき見!あの人のネット注文履歴」
- 「おしゃれオフィス 何の会社?」
- 「だんだん高額査定」
- 「IKKOのキレイすぎる超万能冷蔵庫」
- 「カタカナ禁止ホテル」
- 「魚好きすぎジャニーズ事務所|ジャニーズ中山優馬が教える簡単魚料理」
- 「凄家家主捜査」
- 「食い倒れ旅」
- 「フワちゃんの仲良し旅」
- 「河合×森田の接待旅行」
- 「幼稚園児でも解けるひらめき入試」
- 「令和も受け継いでほしい平成ソング」
- 「生中継クイズ・すべては義堂にかかっている」
- 「プレゼント指名手配」
- 「ゼロイチ情報」
- 「ガシャポン!ダブらずコンプリート」

## ネット局
- 第1部の内包番組『NNNストレイトニュース』の全国枠（11:25 - 11:30.25）を除き、全編ローカルセールス枠のため、日本テレビ以外では臨時にネット状況を変更する場合があった。
- 日本テレビ以外のネット局では『NNNストレイトニュース』は本番組内包ではなく単独番組扱いでの放送となっていた。
- 途中、11:45 - 11:55に中断し、日本テレビでは『キユーピー3分クッキング』（日本テレビ版）を放送する。

- ◎…フルネット
- ○…11:30.25飛び降り

| 放送対象地域 | 放送局            | 系列           | 放送時間                 | 放送時間                 | 備考       |
| 放送対象地域 | 放送局            | 系列           | 第1部 土曜 10:30 - 11:45 | 第2部 土曜 11:55 - 13:25 | 備考       |
| ------------ | ----------------- | -------------- | ------------------------ | ------------------------ | ---------- |
| 関東広域圏   | 日本テレビ（NTV） | 日本テレビ系列 | ◎                        | ◎                        | 【制作局】 |
| 石川県       | テレビ金沢（KTK） | 日本テレビ系列 | ○                        | ◎                        |            |

### 過去のネット局
| 放送対象地域   | 放送局                    | 系列           | 放送期間                     | 備考      |
| -------------- | ------------------------- | -------------- | ---------------------------- | --------- |
| 北海道         | 札幌テレビ（STV）         | 日本テレビ系列 | 2021年4月3日 - 6月26日       | [ 注 11 ] |
| 静岡県         | 静岡第一テレビ（SDT）     | 日本テレビ系列 | 2021年4月3日 - 6月26日       | [ 注 11 ] |
| 秋田県         | 秋田放送（ABS）           | 日本テレビ系列 | 2021年4月3日 - 9月25日       | [ 注 11 ] |
| 福岡県         | 福岡放送（FBS）           | 日本テレビ系列 | 2021年4月3日 - 9月25日       | [ 注 11 ] |
| 熊本県         | くまもと県民テレビ（KKT） | 日本テレビ系列 | 2021年4月3日 - 9月25日       | [ 注 12 ] |
| 鹿児島県       | 鹿児島読売テレビ（KYT）   | 日本テレビ系列 | 2021年4月3日 - 12月25日      | [ 注 11 ] |
| 宮城県         | ミヤギテレビ（MMT）       | 日本テレビ系列 | 2021年4月3日 - 2022年3月26日 | [ 注 11 ] |
| 新潟県         | テレビ新潟（TeNY）        | 日本テレビ系列 | 2021年4月3日 - 2022年3月26日 | [ 注 13 ] |
| 香川県・岡山県 | 西日本放送（RNC）         | 日本テレビ系列 | 2021年4月3日 - 2022年3月26日 | [ 注 11 ] |
| 福島県         | 福島中央テレビ（FCT）     | 日本テレビ系列 | 2021年4月3日 - 2022年4月30日 | [ 注 11 ] |
| 中京広域圏     | 中京テレビ（CTV）         | 日本テレビ系列 | 2021年4月3日 - 2022年7月30日 | [ 注 14 ] |
| 山梨県         | 山梨放送（YBS）           | 日本テレビ系列 | 2021年4月3日 - 2023年3月11日 | [ 注 15 ] |
| 長野県         | テレビ信州（TSB）         | 日本テレビ系列 | 2021年4月3日 - 2023年3月25日 | [ 注 15 ] |

### ネット配信
| 配信元 | 配信開始日             | 備考                                                    |
| ------ | ---------------------- | ------------------------------------------------------- |
| TVer   | 2022年7月9日放送分より | 最新回限定で無料配信、水曜21時より先週分を1週間配信する |
| hulu   | 2022年7月9日放送分より | 有料会員は過去回を見放題                                |

### 備考
- 本番組開始当初のネット局は日本テレビを含め15局であったが、2021年7月3日以降ネット局が徐々に減少し、2023年4月以降のネット局は日本テレビとテレビ金沢のみとなった。
- 2021年4月3日の初回、第1部は『NNNストレイトニュース』のみネットし本番組としては第2部のみのネット局において、それらの地域へ向けた挨拶のない状態で放送が始まり、特に第2部が12:00飛び乗りの地域においてはVTRの途中から始まる形となったが、翌週からはその地域に配慮する形で一旦12:00にVTRが区切られ、VTR明けにも挨拶と再度ゲストの紹介をするようになった。
- 2021年6月19日放送分まで、日本テレビでは第1部関東ローカル枠（11:35 - 11:45）の「ゼロイチお天気」の前に『NNNストレイトニュース』の最後でも関東地方の天気予報を伝えているため、実質的には天気コーナーが途中CMを挟みながら約10分間続く形となっており、2回連続で天気予報が放送されていた[注 16]。このためか、同日放送分で辻岡アナから「ゼロイチお天気」を廃止（関東地方の天気予報は『ストレイトニュース』に一本化）し、当面の間ミニコーナーを（途中CMを挟みながら）放送する旨が告知された。

## スタッフ

### レギュラー版のスタッフ

#### 現在のスタッフ
- 構成：飯塚大悟、デーブ八坂、坂本龍二、杉山芽衣
- 音楽：MAYUKO
- 音楽協力：日本テレビ音楽
- ナレーター：戸谷菊之介（2022年10月1日 - ）、小塚亮輔（2023年7月29日）
- TM：吉松耕司
- TD：船越正道、斎藤孝行、尾山直樹、天内理絵（斎藤→以前はTD/VE→一時離脱）【週替り】
- TD/SW：高田憲一、小林宏義（小林→以前はTD→SW）、福田伸一郎（福田→以前はCAM）【週替り、回によって異なる】
- TD/SW/CAM：早川智晃【週替り、回によって異なる】
- TD/VE：川平貴之、鈴木昭博、藤原達記、吉﨑慶、杉本裕治、三崎美貴、池田祐一郎【週替り、回によって異なる】
- SW：三井隆裕、米田博之、村松明、渡辺(邉)滋雄、伊藤孝浩（伊藤→以前はCAM）【週替り】
- CAM：横田将宏、中村佳央、岡田勇輝、小林沙祐里、西阪康史、池田純哉、佐原陽平、濱川和人、星合陽介、細野和貴、秋元辰也、髙松里恵、橋本圭祐【週替り】
- MIX：亘美千子、中野裕介、赤池暢也、加賀金重郎、小境健太郎【週替り】
- VE：笈川太、八木一夫、飯島友美、塩原和益、三橋崇弘、佐久間治雄、横山秀樹、高橋卓、岡本卓也、北岡大輔、向山江梨佳、山口考志【週替り】
- LD：池長正宏、小笠原雅登、中山佑宇、千葉雄、佐野広之、高橋正彦、掛橋司、大前英樹、野村博幸、真壁弘、徳永博一、大場浩、市原伸、大野精一、佐藤美紅、貫井亜廉、山内圭、菅原佑介、大内一斉、佐々木康雄、砂押啓司、高星武志、本木卓、小島康雄、岩井千知、斗澤秀、五十嵐武志、大矢晃、山本真美、森脇優月【週替り】
- 技術：NiTRO
- 美術：日テレアート
- 美術：栗原純二、木村武史、高塚敏史【週替り】
- デザイン：北村春美
- TK：長坂真由美、山沢啓子【週替り】
- ECG：辻根昌枝
- 音効：小田切暁・伏見直樹（NAP）
- 編集：大西真央（ヌーベルアージュ）
- MA：藤井光洋・小田嶋広貴・植木俊彦（ヌーベルアージュ）【週替り】
- ビジュアル：杉江宏憲（CRYPTOMERIA→WEBLIFE/CRYPTOMERIA）
- リサーチ：成田美季、村田恭子（村田→2022年9月 - ）
- アンケート監修：鳥越規央（一時離脱→復帰）【不定期】
- デスク：木村真由美
- 制作進行：小林穂波（2021年10月9日 - ）
- ディレクター：大輪和孝・小山貴広・櫻井彩香・志和幸奈・東竜也・髙野勝矢・妹尾友祐・本河隆志（THE WORKS）、江口真也・吉田大光・四宮咲和・木村智彦・長田雄磨（AX-ON）、富永恵也・長沼秀幸・南條友香・逢坂志朗・平田里菜・安蒜和也（えすと）、武石一也、新垣博章、中島裕子（厨子王）、植木光雄、柳瀬寿明、栗崎圭悟、小澤博之、上野雅敬、松本慎太朗、森谷将、瀧田水紀、清水克洋、渡部修平、小倉大輔、柴田真嗣、安池薫、丸山太嘉志、森山悠、財津猛、野津頼義、森部裕治郎、髙橋慎耶、内田義之、宮田穣、大脇光貴、藁谷誠、田中十萌、岡山薫、三脇えり奈、三上昭人、渡部健太、安井秀哲、新井由梨、藁科哲、大納啓汰、榮森輝之、小林恭寛、小澤雄一【週替り】、南斉岬、谷岡仁・永松千知（AX-ON）、川名良和（合同会社フロアーズANDカンパニー）、小林瑤一朗【毎週】/佐藤優里、池上雄哉、河原木萌、土江桃香、入江悠太、奥野彩加、山本亜梨沙、藤井聖広、小林香穂、松岡明音、飯田一葉、鈴木友佑、土屋菜都美、井野場太一、半澤優衣(依)、千葉裕美、辻川稜、山崎可南、中島鮎実、齋藤孝太、角田和也、川本千紗都、田中巴菜、平野未来、西出凌太朗、本間塁輝、樋口万友名、高木智也、鈴木隆太、新田海、瀧田水紀、角田勝也、福田飛鳥、松本南帆、加藤来夢、池崎萌子、酒井日々里、亀山諒、大黒海央、石川菜々子、中村雄大、増田悠輝、田中美南子、小川裕香里、髙田王子朗、竹田梨乃、中村美優、尾谷翔、田仲彩純、酒本優菜、重政美波、江橋光帆、松下伶里【週替り】、関谷俊宏、稲波宏樹、卯辰智美【毎週】
- 企画演出：有田駿介
- プロデューサー：藤﨑一成、小林英丘（小林→2022年6月4日 - ）、渡邊菜月（渡邊→2022年6月4日 - 、以前はディレクター）、徐真然（2022年12月10日 - ）、山口敦司（THE WORKS）、阿河朋子・木村優子（えすと）、岩山夏子、高安彰（AX-ON）、松島美由紀（BOOM UP）、松田幸樹（松田→2023年9月23日 - ）、舟山怜（舟山→以前は週替りディレクター）/鵜沼栞（THE WORKS）、古川栞（えすと）、東野真有（東野→以前は週替り）、反り目尚美、町田有香、儀万由佳、松本恭誠、都竹栞
- 統轄プロデューサー：宮本誠臣（2023年6月3日 - ）
- CP：原司（2022年3月5日 - ）
- 制作協力：えすと、THE WORKS、AX-ON
- 製作著作：日本テレビ

#### 過去のスタッフ
- ナレーター：のぐちゆり、よしいよしこ（よしい→2022年4月 - 9月）【毎週】、松嶌杏実、佐藤真知子（日本テレビアナウンサー）、三村ロンド【週替り】
- MA：長嶋美菜（ヌーベルアージュ）
- デスク：小林祐子
- エンタメデスク：奈良崇弘
- ディレクター：山田洋平、坂谷侑子（えすと）、萩原哲也、松谷夢々、武田聡志・杉浦智・櫻田直輝（ノンプロダクション）【週替り】/福島英人、渡邊麻子、佐藤亜沙子、石川藍人、小森絵理香、清家未来、横山衣音、織田充希、永井若苗【週替り】
- プロデューサー：今井康則（今井→2021年6月5日 - 11月）、安彦真利江（安彦→2021年12月4日 - 2022年5月）、越山理志（越山→2022年6月4日 - 11月、以前はディレクター→一時離脱）、大友有一【毎週】、湯澤孝弘（ノンプロダクション）、菅沼和美（厨子王）/植野博之、高橋正昭【週替り】
- 統括P：齋山嘉伸（2021年4月3日 - 5月29日）
- CP：富永有一（2021年4月3日 - 5月29日）、島田総一郎（2021年6月5日 - 2022年2月26日）

### パイロット版のスタッフ
- 構成：飯塚大悟、デーブ八坂、坂本龍二、杉山芽衣
- 音楽：MAYUKO
- 音楽協力：日本テレビ音楽
- ナレーター：のぐちゆり
- TM：吉松耕司
- TD：川平貴之
- SW：村松明
- CAM：横田将宏
- MIX：亘美千子
- VE：塩原和益
- LD：藤山真緒
- 技術：NiTRO
- 美術：日テレアート
- 美術：栗原純二
- デザイン：北村春美
- TK：長坂真由美
- ECG：辻根昌枝
- 音効：小田切暁・伏見直樹（NAP）
- 編集：大西真央（ヌーベルアージュ）
- MA：藤井光洋（ヌーベルアージュ）
- ビジュアル：杉江宏憲（CRYPTOMERIA）
- リサーチ：成田美季
- アンケート監修：鳥越規央
- デスク：小林祐子
- エンタメデスク：奈良崇弘
- ディレクター：富永恵也、小澤博之、武石一也、長沼秀幸、平田里菜、南條友香、逢坂志朗、中島裕子、越山理志、渡邊菜月、大輪和孝、小山貴広、加藤昌義、櫻井彩香、志和幸奈、南斉岬、小林瑤一朗、山田洋平、谷岡仁、川名良和、江口真也/藤井聖広、小林香穂、石川藍人、松岡明音、池上雄哉、河原木萌、入江悠太、奥野彩加、清家未来、山本亜梨沙、永井若苗、関谷俊宏
- 企画演出：有田駿介
- プロデューサー：藤﨑一成、大友有一、阿河朋子・木村優子（えすと）、菅沼和美（厨子王）、山口敦司（THE WORKS）、高安彰（AX-ON）、松島美由紀（BOOM UP）/内海阿や、古川栞（えすと）、鵜沼栞
- 統括P：齋山嘉伸
- CP：富永有一
- 制作協力：えすと、THE WORKS、AX-ON
- 製作著作：日本テレビ

## 重大ニュース・特別番組放送時などの対応
特番などによる放送の休止・内容・時間変更は以下の通り。こうした休止や時間変更の場合は『NNNストレイトニュース』を臨時に単独番組扱いで放送する場合がある。

### 2021年
- 5月1日 - 番組開始前の10時27分頃に宮城県沖を震源とする地震が発生した。この番組も開始から15分ほど辻岡が地震のニュースを伝えた。
- 8月7日 - 6時30分 - 23時に『東京オリンピック2021』中継を放送[注 17]のため、全面休止。さらに、第1部内包の『NNNストレイトニュース』も休止となったため、オリンピック中継の中で代替の『NNNニュース』を放送した。
- 8月14日 - この日は出演者の夏期休暇などの影響もあってか、全編事前収録で放送[9]された（ただし、第1部の『NNNストレイトニュース』パートは通常通り生放送だった）。このため、『ゼロイチ生チャレンジ』等のTwitter連動企画を休止したほか、字幕放送も第1部の『NNNストレイトニュース』パートを除き通常の字幕放送となった。
- 10月23日 - 9時25分 - 11時25分に『第98回箱根駅伝予選会』中継を関東など一部地域で放送[注 18]のため、第1部を55分繰り下げ・短縮（11時25分 - 11時45分[注 19]・第2部は通常通り）。この日は第1部冒頭の『NNNストレイトニュース』パートを除き全編事前収録で放送され[10]、字幕放送も『NNNストレイトニュース』パートを除き通常の字幕放送となった。

### 2022年
- 1月1日 - 10時30分 - 13時に『元日サプライズ!』、13時 - 14時50分に『スポーツ撮れちゃった!フィルムフェス2022』をそれぞれ放送のため、第1部の『NNNストレイトニュース』パートも含め全面休止。同時に夕方の『news every.サタデー』も年始特別編成により休止だったため、『NNNストレイトニュース』『news every.サタデー』の2番組休止の代替として、14時50分 - 15時に『NNN news』を放送した。
- 1月8日 - 10時30分 - 11時25分に『第100回全国高校サッカー選手権大会 準決勝直前番組』、12時から『第100回全国高校サッカー選手権大会 準決勝』中継[注 20]をそれぞれ放送（前者は一部地域非ネット）のため、全面休止。なお、第1部の『ストレイトニュース』パートは臨時に単独番組扱いで放送したほか、関東地区では11時35分 - 11時45分は『天才!!カンパニー』（11時35分 - 11時40分・通常より110分繰り上げ）、『一行ポップ』（11時40分 - 11時45分）を放送し穴埋めした。
- 5月21日 - この日は出演者の連休休暇などの影響もあってか、全編事前収録で放送（ストレイトニュースは生放送）。
- 5月28日 - この日は日本テレビでは11:55からバスケットボールBリーグファイナル「琉球ゴールデンキングス×宇都宮ブレックス」戦中継があるため、ネット局も前半のみの短縮放送。また出演者の連休休暇などの影響もあってか、今週も全編事前収録で放送（ストレイトニュースは生放送）。
- 8月6日 - この日は出演者の夏季休暇などの影響もあってか、全編事前収録で放送（ストレイトニュースは生放送）。
- 10月15日 - 9時25分 - 11時25分に『第99回箱根駅伝予選会』中継のため、午前の部は短縮放送。全編事前収録で放送（ストレイトニュースは生放送）。
- 12月24日 - 9時25分 - 11時25分に『ぶらり途中下車の旅 30周年記念!!2時間スペシャル』（内房線・総武本線、旅人は太川陽介・小島奈津子）放送[注 21]のため、午後の部のみ放送。『ストレイトニュース』のみ単独放送。11時35分 - 11時45分は、ガイド枠（関東地区は『今年の大晦日は「笑って年越し!世代対決 昭和芸人vs平成・令和芸人」①』）を放送。
- 12月31日 - 年末年始編成のため全面休止（各局毎に独自編成）。この日も関東地区では9時25分 - 11時25分に『ぶらり途中下車の旅 30周年記念!!大晦日京都2時間スペシャル』（旅人は横尾渉(Kis-My-Ft2)・田山涼成・横山由依）を放送。

### 2023年
- 1月7日 - 10時30分に『第101回全国高等学校サッカー選手権大会 準決勝 直前番組』。12時に『第101回全国高等学校サッカー選手権大会 準決勝』中継をする放送のため全面休止。なお、第1部の『ストレイトニュース』パートは臨時に単独番組扱いで放送したほか、関東地区では11時35分 - 11時45分は『天才!!カンパニー』（11時35分 - 11時40分・通常より110分繰り上げ）、『一行ポップ』（11時40分 - 11時45分）を放送し穴埋めした。
- 2月11日 - この日は出演者の冬季休暇などの影響もあってか、全編事前収録で放送（ストレイトニュースは生放送）。
- 5月27日 - この日は日本テレビ各局では11:55からバスケットボール Bリーグファイナル放送の為、第1部のみに短縮。また、全編事前収録で放送（ストレイトニュースは生放送）。
- 9月9日 - 12時 - 14時30分に『ラグビーワールドカップ2023開幕戦「フランス×ニュージーランド」』を放送（中継録画[注 22]）のため、第1部のみに短縮。また、全編事前収録で放送（ストレイトニュースは生放送）。なお11時55分 - 12時は『今夜は「嗚呼!!みんなの動物園」』を放送し穴埋めした。